# Gymnothorax chilospilus
Gymnothorax chilospilus är en fiskart som beskrevs av Bleeker, 1864. Gymnothorax chilospilus ingår i släktet Gymnothorax och familjen Muraenidae. Inga underarter finns listade i Catalogue of Life.